# Megha Gupta
Megha Gupta (13. svibnja 1985.) indijska je glumica i model. Iako nije planirala postati glumica, sasvim slučajno našla se na audiciji za seriju Kavyanjali, u kojoj joj je ponuđena glavna uloga. Odbila je tu ponudu, ali je prihvatila sporednu ulogu u istoj seriji kako bi imala vremena za studij. Iako se zaposlila u jednoj tvrtci, posao je ostavila i posvetila se glumi. Glumila je u mnogim serijama kao što su Kavyanjali, Kumkum, Mamta, CID. Hrvatskim gledateljima najpoznatija je po ulozi Anćal u seriji Tvoja sam sudbina.                                                 

## Filmografija
| Godina        | Film              | Uloga           | Bilješke                  |
| ------------- | ----------------- | --------------- | ------------------------- |
| 2005. – 2006. | Kkavyanjali       | Disha           |                           |
| 2005.         | Kkusum            | ?               |                           |
| 2006. – 2007. | Mamta             | Satya Srivastav |                           |
| ?             | C.I.D.            | ?               |                           |
| 2008.         | Nach Baliye 4     | ?               |                           |
| 2008. – 2009. | Tvoja sam sudbina | Anćal           | glavna uloga u tv-seriji  |
| 2009.         | Perfect Bride     | Megha Gupta     | TV-šou (tumači samu sebe) |
| 2010.         | Aahat             | ?               |                           |

## Vanjske poveznice
- Megha Gupta u internetskoj bazi filmova IMDb-u (engl.)